# Chiswick Records
Chiswick Records fue un sello discográfico británico fundado en 1975. Chiswick fue la primera discográfica independiente en establecerse en el Reino Unido, manteniéndose casi una década. El sello ha sido descrito como "muy influyente" en la era del punk. Editó algunos de los primeros trabajos de Billy Bragg, Kirsty MacColl, Shane MacGowan, la banda que después se llamaría Simple Minds, y Joe Strummer. 

## Historia
El sello fue fundado en 1975 por Roger Armstrong y Ted Carroll como extensión de la tienda Rock On Records, que ambos conducían. Poco después de que se uniera Trevor Churchill, el sello pasaría a manos de Swift Records Ltd. Dos años más tarde conseguiría un contrato de licencia con EMI. En 1981 comenzó la subsidiaria Ace Records, cerrando Chiswick en 1983.
Entre sus artistas más notables se encontraban The Damned, Motörhead, Radio Stars, y Sniff 'n' the Tears.
El sello lanzó varios recopilatorios con canciones de sus bandas. Entre ellos, Submarine Tracks & Fool's Gold (Chiswick Chartbusters Volume One) de 1977 y Long Shots, Dead Certs And Odds On Favourites (Chiswick Chartbusters Volume Two) de 1978.

## Artistas de Chiswick
- Amazorblades
- The Count Bishops
- The Damned
- Dr. Feelgood - (Fast Women and Slow Horses) (1982)
- Drug Addix
- The Gorillas
- Jakko Jakszyk
- Jeff Hill
- Johnny Moped
- Johnny & the Self Abusers
- The Jook
- Little Bob Story
- Matchbox
- Motörhead
- The Nipple Erectors
- The 101ers
- The Radiators From Space
- Radio Stars
- Riff Raff
- The Rings
- Sniff 'n' the Tears
- Rocky Sharpe & The Razors
- Skrewdriver
- T. V. Smith
- The Stukas
- The Table
- Whirlwind